# Paula Steiner
Paula Agnes Auguste Steiner, född Bergmann 26 juli 1880 i Seedorf, Schleswig-Holstein, död 17 maj 1964 i Stockholm, var en tysk-svensk målare, grafiker och konsthantverkare.
Hon var under en period gift med Hugo Steiner-Prag. Hon studerade först konst i Hamburg och vid Akademie Fehr i Berlin samt något år i Italien innan hon fortsatte sina studier 1903 vid den då mycket moderna Münchenskolan Lehr- und Versuchsatelier für freie und angewandte Kunst där hennes blivande man arbetade som lärare. Därefter studerade hon vid konsthantverksskolan i Barmen 1905–1907 och Academie für Graphische Künste und Buchgewerbe i Leipzig. Vid det nazistiska maktövertagandet 1933 lämnade makarna Tyskland och bosatte sig i Prag och kort efter andra världskrigets slut kom hon till Sverige. 
Hon medverkade i en samlingsutställning i Dresden 1906 där hon belönades med en silvermedalj som följdes av medverkan i samlingsutställningar i Bryssel, Leipzig och Prag. Separat ställde hon ut på bland annat grafikkabinettet i Wien 1937, Galerie Æsthetica i Stockholm och i Nessimhallen i Malmö. Tillsammans med Lotte Laserstein ställe hon ut på Vallins konsthall i Örebro 1954. Hennes konst består av blomsterstudier utförda i akvarell och i mindre utsträckning av grafik och förlagsteckning för konsthantverk. Steiner är begravd på Skogskyrkogården i Stockholm.      